# Vjatsjeslav Ivanov (schrijver)

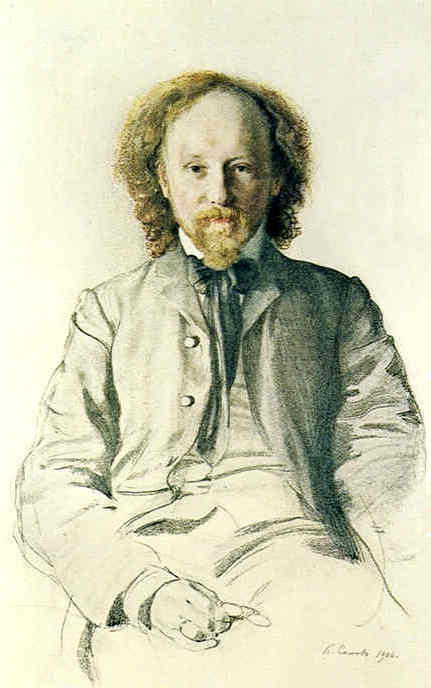
Portret door Konstantin Somov (1906)

Vjatsjeslav Ivanovitsj Ivanov (Russisch: Вячеслав Иванович Иванов) (Moskou, 16 februari 1866 – Rome, 16 juli 1949) was een Russisch schrijver, dichter, dramaturg, filosoof en criticus verbonden aan de beweging van het symbolisme.

## Leven en gedachtegoed
Ivanov studeerde eerst klassieke filologie in Moskou en later geschiedenis en Romeins recht in Berlijn, onder andere bij Theodor Mommsen. Tijdens zijn verblijf in Duitsland werd hij sterk beïnvloed door de filosofie van Friedrich Nietzsche en door Duitse romantici als Novalis en Hölderlin.
In 1893 ontmoette Ivanov de dichteres en vertaalster Lydia Zinovieva-Annibal, met wie hij vijf jaar later trouwde en vervolgens lange reizen maakte langs Athene, Genua, Egypte en Palestina. Tussendoor verbleven ze veelvuldig in Italië, waar Ivanov de klassieke Renaissance bestudeerde en waar de ruige natuur van Lombardije hem inspireerde tot zijn eerste succesvolle sonnetten. Na de eeuwwisseling verwerkte Ivanov zijn mystieke ideeën in de verhandeling The Hellenic Religion of the Suffering God (1904), waarin hij de wortels van de nieuwe literatuur zocht in de oude Dionysos-cultus en pleitte voor een soort mystiek anarchisme. Voor Ivanov is cultuur wezenlijk religieus; de dichter is drager van een geestelijke boodschap en die is alleen in symbolen en mythen te vangen. Daarmee is een dichter de schepper van mythen, als collectieve ziel van het volk. Ivanov zette zich daarmee nadrukkelijk af tegen een sociale boodschap in de literatuur en de esthetiek.

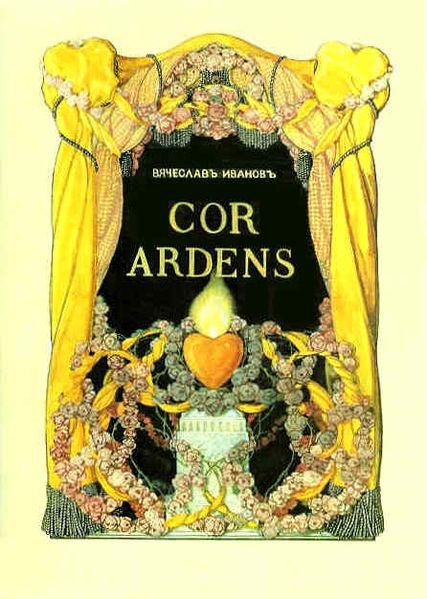
Konstantin Somovs coverontwerp voor de bundel 'Cor Ardens'

Toen Ivanov in 1905 terugkeerde naar Sint-Petersburg werd hij het middelpunt van de nieuwe Russisch symbolistische beweging, met onder anderen Aleksandr Blok, Konstantin Somov, Vsevolod Meyerhold en Nikolaj Berdjajev. Samen met zijn vrouw maakte hij zijn huis tot een bekende literaire salon en groeide hij uit tot de meest esoterische en intellectualistische vertegenwoordiger van het symbolisme. Tevens wordt hij gezien als een van de grondleggers van het acmeïsme, waarvan de eerste grondbeginselen in zijn huis werden geformuleerd.
De dood van zijn vrouw in 1907 trof Ivanov diep en liet sporen na in al zijn later werk. Hij vluchtte steeds meer in mysticisme. Zo claimde hij een visioen te hebben gehad waarin zijn overleden vrouw hem opdroeg haar dochter uit een eerder huwelijk te trouwen (zijn stiefdochter dus), hetgeen hij in 1910 ook daadwerkelijk deed.
Tussen 1912 en 1913 werkte Ivanov zijn ideeën over het symbolisme verder uit in een lange serie artikelen. In een bekend geworden polemiek met de criticus Gersenzon in 1921 hield hij later, verwijzend naar Goethe, opnieuw een pleidooi voor het classicisme, verwijzend naar het culturele erfgoed doorheen alle politieke en sociale omwentelingen. In 1924 verliet hij Rusland en vestigde zich definitief in Italië, waar hij Oudrussisch ging doceren en zich in 1926 tot het katholicisme bekeerde. Ivanov stierf in 1949 te Rome, op 83-jarige leeftijd, en werd er begraven op het protestants kerkhof, nabij de schilders Karl Brjoellov en Aleksander Ivanov.

## Werk

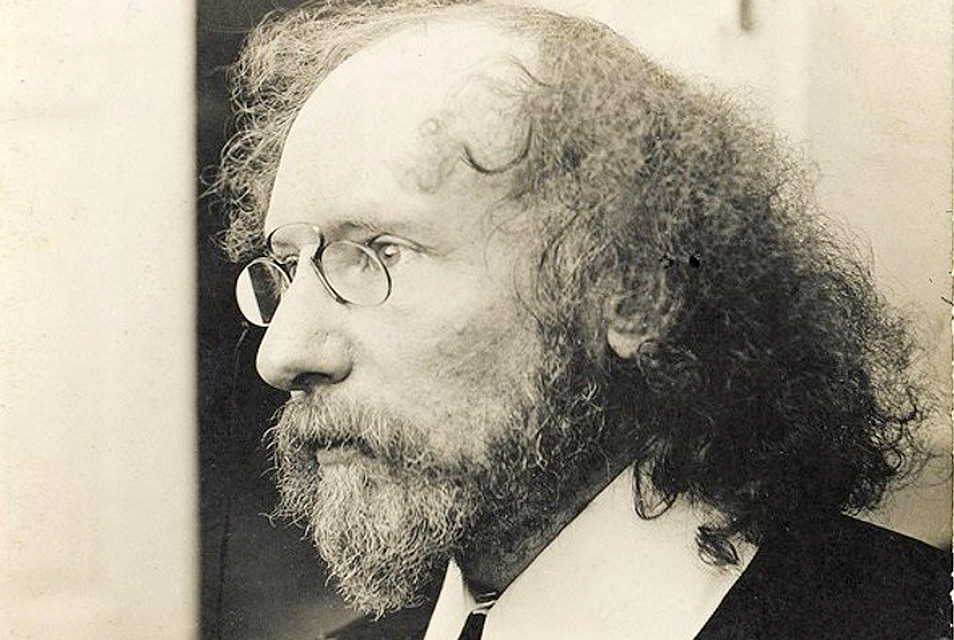
Ivanov in 1900

Tot de beste dichtwerken van Ivanov worden gerekend de bundels Eros (1907) en Cor Ardens (1911), welke zwaar en plechtig zijn, vol met symbolen, namen uit de mythologie, citaten en allusies. Het zijn klassieke verzen, moeilijk toegankelijk, met veel neologismen en een complexe syntaxis. Ivanov had een voorkeur voor zeldzame dichtvormen, zoals het rondeel en het triolet. Mede daarom werd hij ook wel gezien als de opvolger van de classicistische dichter Vasili Tredjakovski.
Menselijker van toon is zijn bundel Wintersonnetten (1920), waarin hij een weerslag geeft van de honger en kou tijdens de Russische Revolutie.
Ivanovs laatste belangrijke werken waren de in Italië geschreven bundel Romeinse sonnetten (1939), die de invloed verraden van de Latijnse eenvoud en het katholicisme, en zijn Romeinse dagboeken (1944).